# Distritos electorales locales de Baja California

Distritos electorales estatales a partir de 2022

Los distritos electorales locales de Baja California son las 17 unidades en que se divide el territorio de Baja California para el propósito de elecciones. Cada distrito elige un diputado estatal, que ocupa un curul en el Congreso del Estado, por un periodo de tres años, reelegibles hasta en dos períodos. Adicionalmente, ocho diputados son elegidos bajo el principio de representación proporcional divididos de acuerdo al número de votos por partido político.
Los distritos electorales fueron fijados en número de 17 en 2015, cuando una reforma legal amplió la representativad del Congreso del Estado que hasta ese momento era de 16 distritos. La división de los distritos se hace tomando en cuenta la demografía. Una redistribución distritral aprobada en 2022 tendrá efecto tras las elecciones de 2024.
En cualquier caso, cada municipio cuenta con al menos un distrito electoral. Tijuana cuenta con 8, Mexicali cuenta con 5,  Ensenada con 2,  Tecate con 1 y Playas de Rosarito con 1. San Quintín cuenta con 33 secciones electorales pertenecientes al distrito 17.

## 1.° distrito

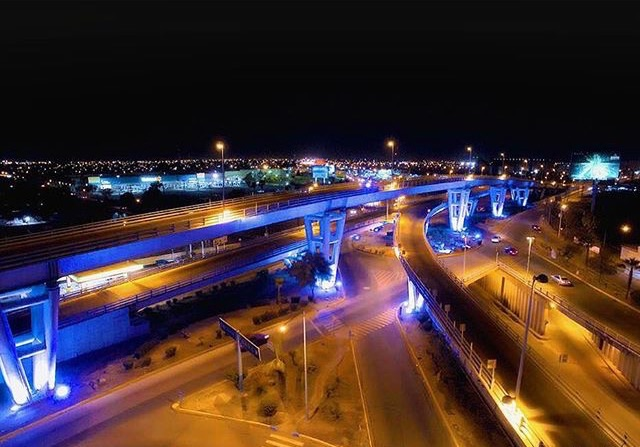
Una de las vialidades más importantes de Mexicali

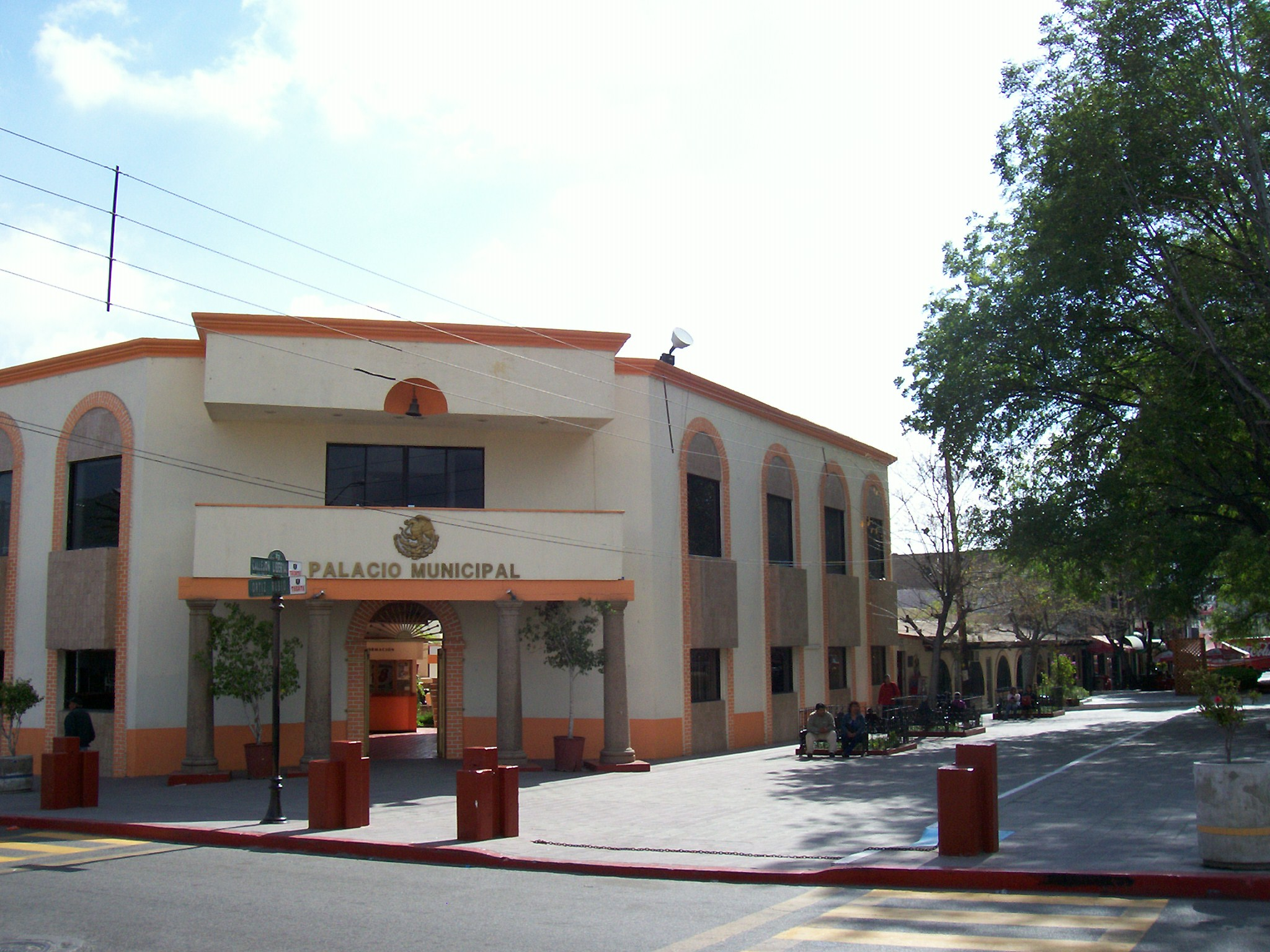
Ayuntamiento de Tecate en el Centro histórico

Este distrito electoral corresponde a la zona del Valle de Mexicali, ubicado en la zona noreste del municipio. Es la principal área del valle agrícola y en ella se encuentran las ciudades de Ciudad Guadalupe Victoria (Baja California), Ciudad Morelos (Baja California) y Algodones. 

## 2.° distrito
Corresponde a la zona norte del valle colindando al oeste con la mancha urbana de Mexicali. Entre las localidades están la Mesa Arenosa Andrade, el Ejido Querétaro, además aquí se ubica el Aeropuerto Internacional General Rodolfo Sánchez Taboada.

## 3.° distrito
Este distrito pertenece a la zona este de la ciudad de Mexicali. En ella se encuentran la colonia Independencia, el Fraccionamiento San Pedro. Entre los lugares de interés está el Centro Cívico, el Instituto Tecnológico de Mexicali, Ciudad Deportiva y CETYS Universidad. 

## 4.° distrito
El distrito corresponde a la zona oeste de Mexicali, la otra mitad más al oeste de la ciudad. El centro Histórico, el Parque Industrial Progreso, y otros fraccionamientos. 

## 5.° distrito
Corresponde al resto del municipio de Mexicali y parte del municipio de San Felipe, teniendo cómo cabecera distrital el sur de Mexicali.  En él se encuentran la Sierra Cucapah y la Laguna Salada. 

## 6.° distrito
Corresponde a todo el municipio de Tecate desde su colindancia con Mexicali hasta el sur con Ensenada, el norte con Estados Unidos y al oeste, toma la zona noreste del municipio de Tijuana. Entre las localidades se encuentran Tecate, La Rumorosa y en Tijuana, Valle Redondo. 

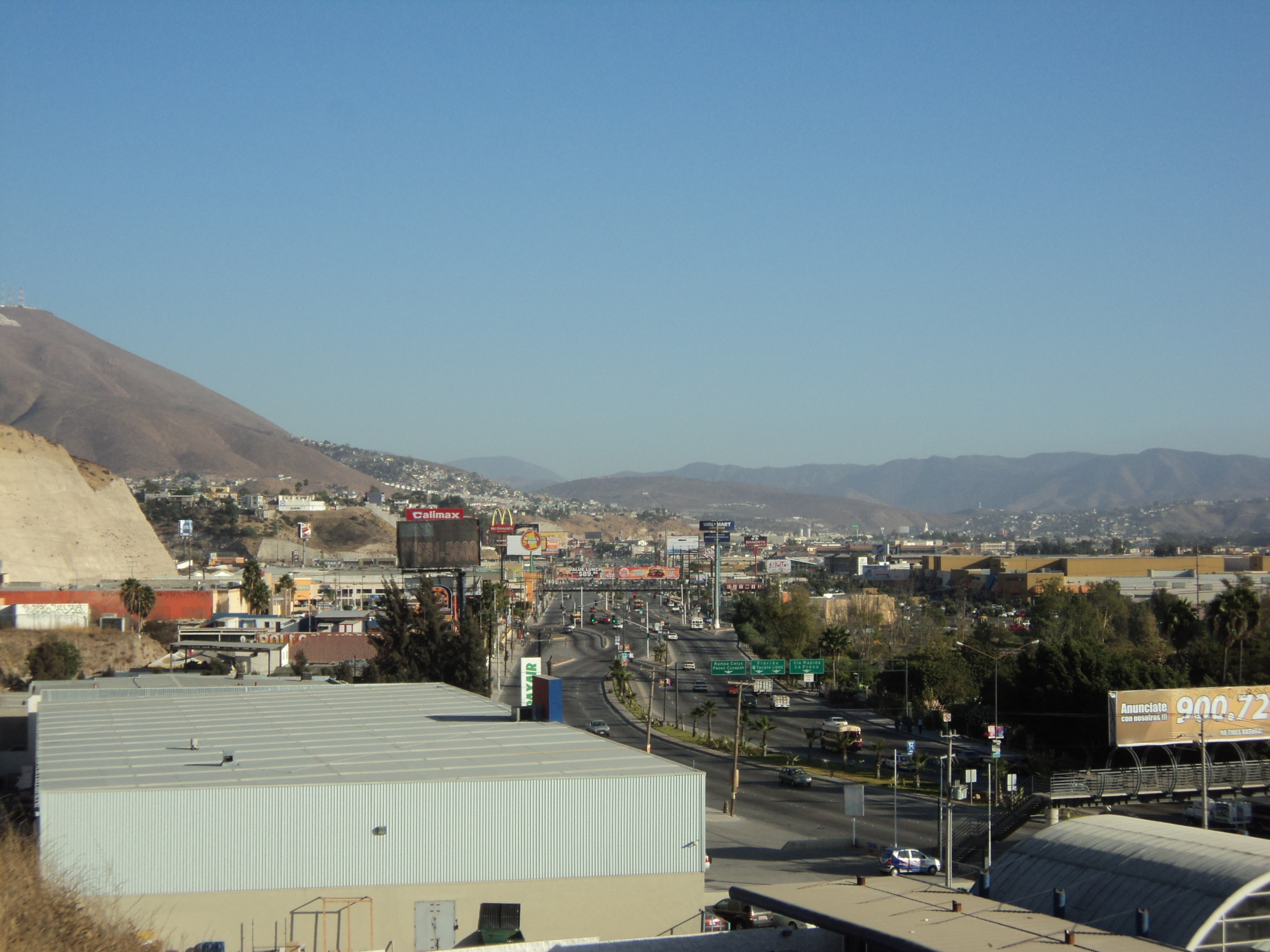
Zona urbana Tijuana

## 7.° distrito
Este distrito abarca la zona este del municipio desde la frontera con Estados Unidos al norte, abarca parte de las delegaciones La Presa y La Presa Este.

## 8.° distrito
Este distrito situado en la mancha urbana de la ciudad, va desde la frontera con Estados Unidos y abarca parte de la delegación Cerro Colorado, Otay-Centenario y La Mesa.

## 9.° distrito
Este distrito abarca el Aeropuerto Internacional de Tijuana, el resto de la delegación Otay Centenario, parte de la delegación La Mesa y Zona Río. 

## 10.° distrito

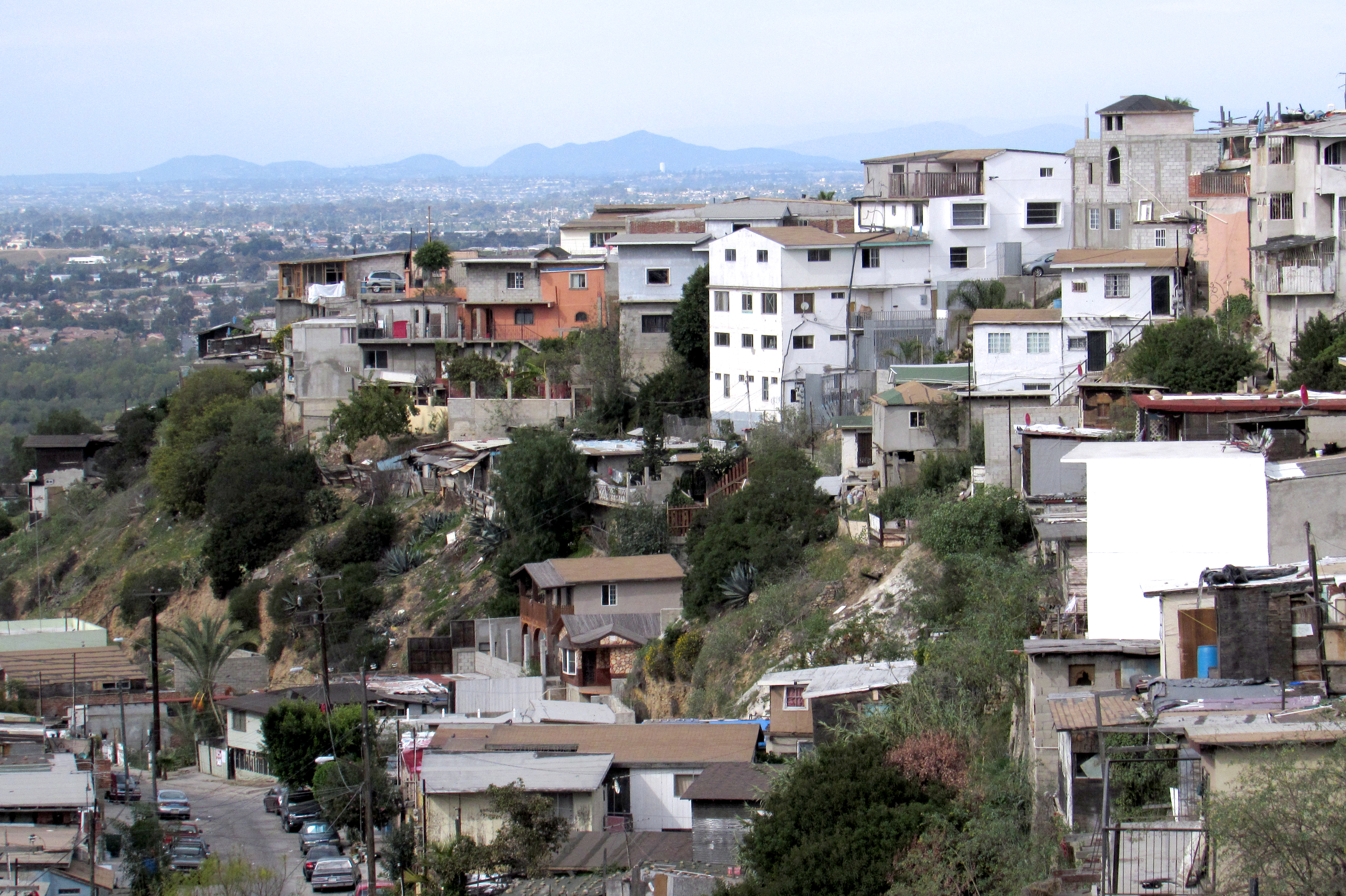
Colonias al sur de Tijuana

El décimo distrito corresponde al centro histórico de la ciudad, va desde la línea fronteriza con San Diego, en la delegación Centro hasta los límites con las delegaciones de Playas de Tijuana y San Antonio de los Buenos.  

## 11.° distrito
Toda la zona costera del municipio de Tijuana y prácticamente toda la delegación Playas de Tijuana corresponde al distrito 11. En ella se encuentra la Plaza Monumental, el Malecón de Playas, la Universidad Iberoamericana e inicia la autopista hacia el sur de la península. 

## 12.° distrito
Este distrito es principalmente maquilador, en él se encuentran las principales zonas industriales de la ciudad, pertenece a parte de la delegación San Antonio de los Buenos y Sánchez Taboada. 

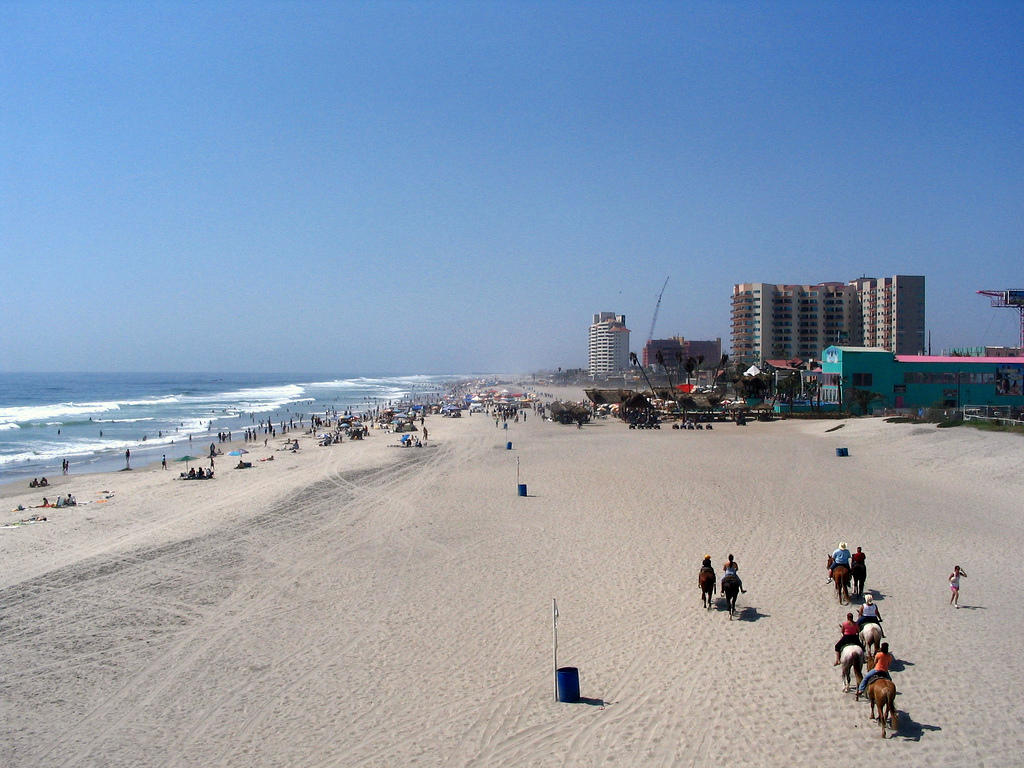
Playas del Rosarito es el municipio más joven de Baja California

## 13.° distrito
También localizado al sur de la ciudad, es una de las zonas de mayor crecimiento de Tijuana. En ella se encuentra la delegación Sánchez Taboada. Es una de las más pobladas de la ciudad.

## 14.° distrito
El distrito 14 corresponde al resto de la zona este y la zona rural del municipio. Va desde la mancha urbana hasta los límites con, Tecate y Playas de Rosarito.

## 15.° distrito

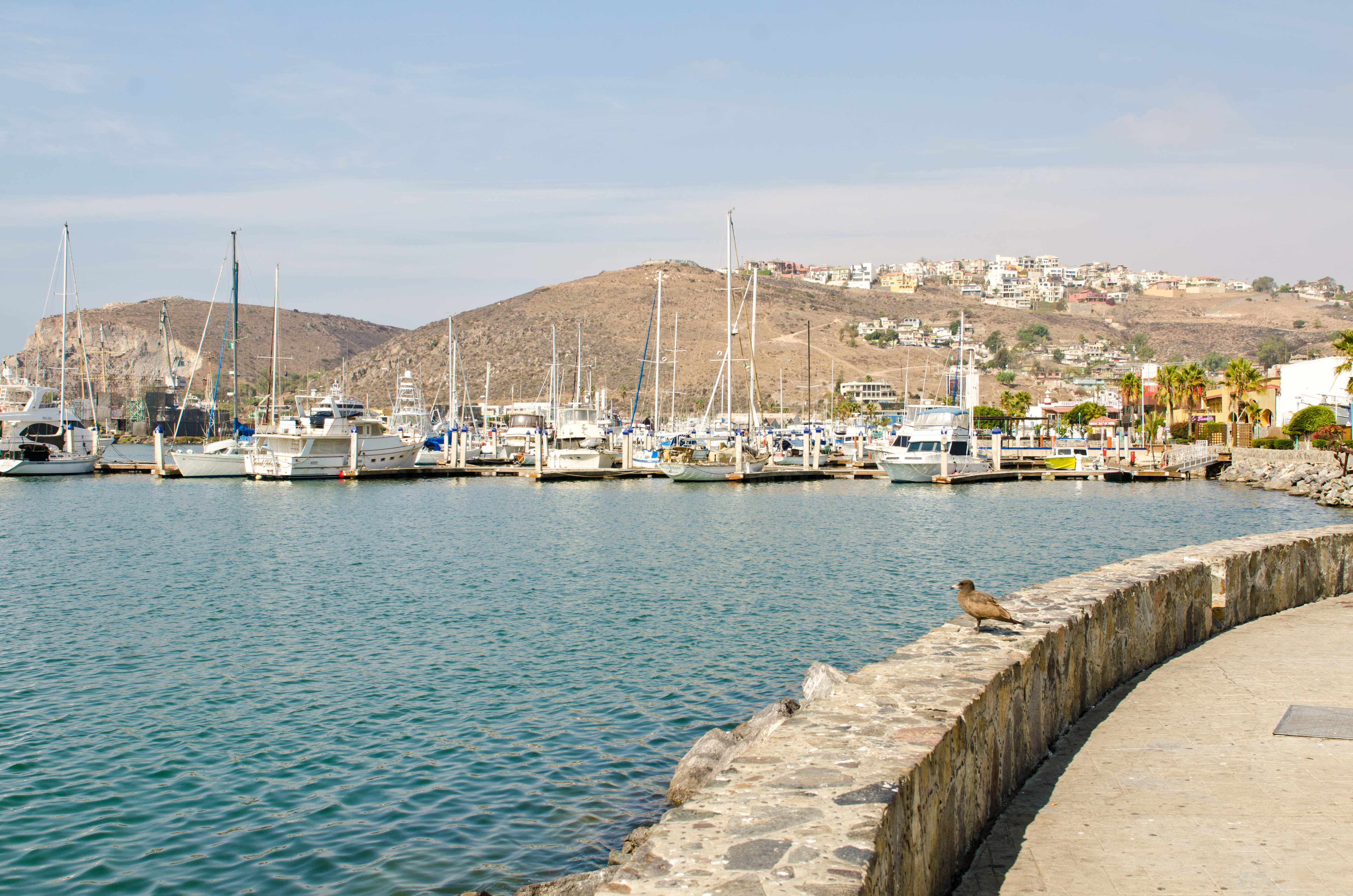
Puerto de Ensenada

Este distrito tiene su cabecera en Rosarito, y abarca todo su municipio, así como la zona norte del municipio de Ensenada, incluyendo su puerto. De él forman parte también La Misión, Valle de la Trinidad, Primo Tapia y el Parque Nacional Sierra Juárez.  

## 16.° distrito
El distrito pertenece la zona este urbana de Ensenada y la zona del Valle de Guadalupe, prácticamente la zona turística y cabecera del municipio. 

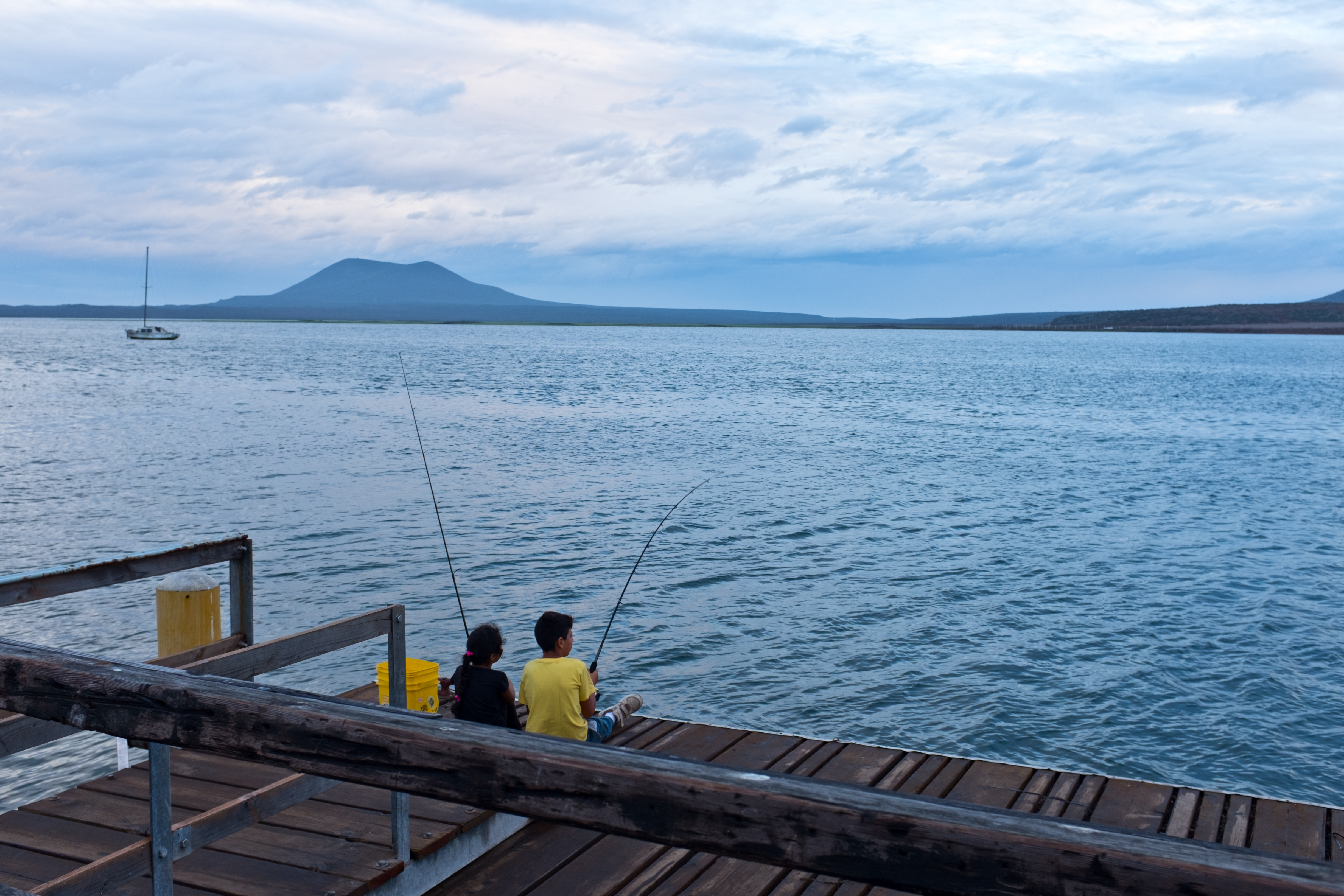
San Quintín como municipio ya cuenta con representación distrital

## 17.° distrito
Este distrito está conformado por el resto del municipio de Ensenada, así como el municipio de San Quintín y parte de municipio de San Felipe. Colinda al sur con Baja California Sur. En este distrito también está incluido Isla Cedros. La cabecera distrital está ubicada en el poblado de Maneadero.